# 前橋地方気象台
前橋地方気象台（まえばしちほうきしょうだい）は、群馬県前橋市大手町にある地方気象台。東京管区気象台の管内地方気象台である。明治29年（1896年）12月に群馬県前橋測候所としての観測開始以来、120年以上にわたり、気象の観測・統計や警報・注意報・天気予報といった気象情報の提供を続けてきた。現在の台長は前田緑朗。

## 所在地
- 〒371-0026
- 群馬県前橋市大手町2-3-1
- 前橋地方合同庁舎11階[2]

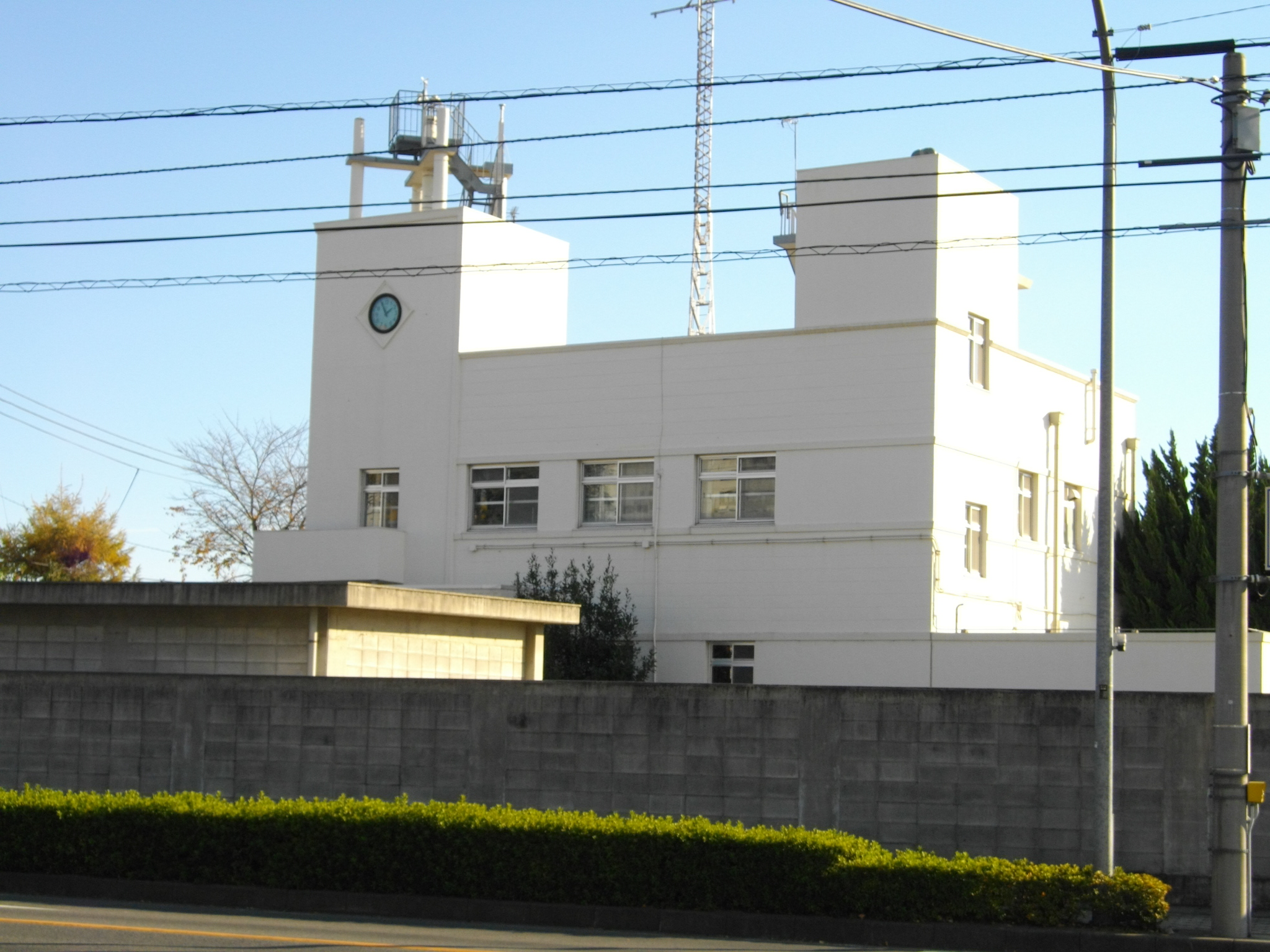
旧気象台（2013年撮影）

## 天気予報区分
群馬県南部
- 前橋・桐生地域 - 前橋市、桐生市、渋川市、みどり市、榛東村、吉岡町、
- 伊勢崎・太田地域 - 伊勢崎市、太田市、館林市、玉村町、板倉町、明和町、千代田町、大泉町、邑楽町
- 高崎・藤岡地域 - 高崎市、藤岡市、富岡市、安中市、上野村、神流町、下仁田町、南牧村、甘楽町

群馬県北部
- 利根・沼田地域 - 沼田市、片品村、川場村、昭和村、みなかみ町
- 吾妻地域 - 中之条町、長野原町、嬬恋村、草津町、高山村、東吾妻町